# Meilhac
Pour les articles homonymes, voir Meilhac (homonymie).
Meilhac est une commune française située dans le département de la Haute-Vienne, en région Nouvelle-Aquitaine.
Ses habitants s'appellent les Meilhacois et les Meilhacoises.

## Géographie

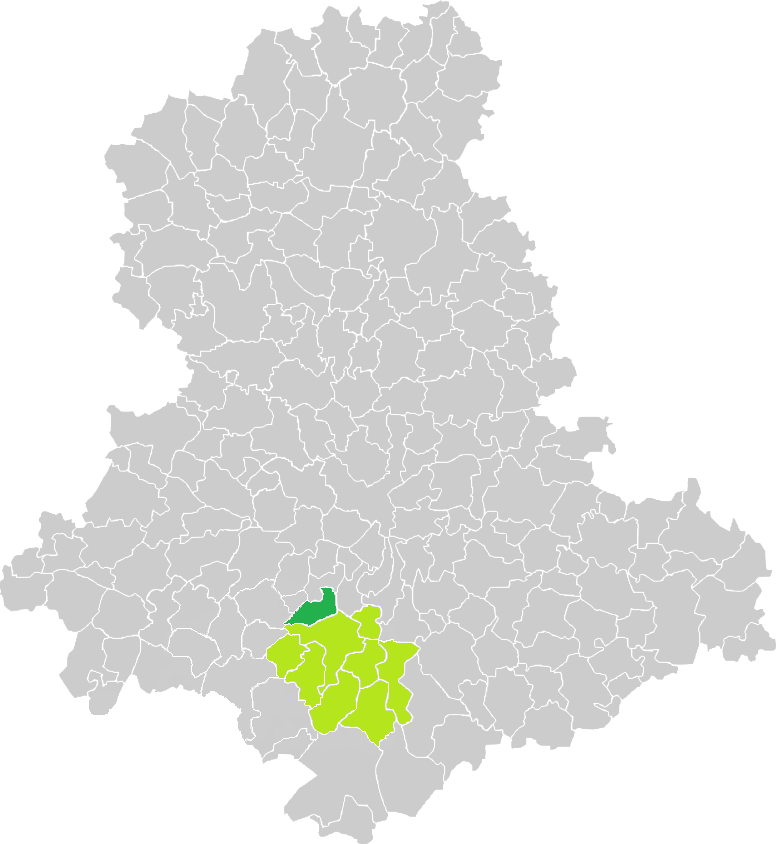
Situation de la commune de Meilhac en Haute-Vienne.

Meilhac est à 17 km au sud de Limoges, dans le nord-est du sud-ouest de la France.
Le sous-sol meilhacois date du Précambrien, comme presque la totalité du Limousin.
Le territoire communal est traversé par la rivière l'Aixette.

### Communes limitrophes
Les communes limitrophes sont Burgnac, Flavignac, Jourgnac, Lavignac et Nexon.
|           | Burgnac |          |
| Lavignac  | Meilhac | Jourgnac |
| Flavignac | Nexon   |          |

### Climat
Pour des articles plus généraux, voir Climat de la Nouvelle-Aquitaine et Climat de la Haute-Vienne.
Historiquement, la commune est exposée à un climat océanique limousin.  
En 2020, Météo-France publie une typologie des climats de la France métropolitaine dans laquelle la commune est exposée à un climat océanique altéré et est dans la région climatique  Ouest et nord-ouest du Massif Central, caractérisée par une pluviométrie annuelle de 900 à 1 500 mm, maximale en automne et en hiver.
Pour la période 1971-2000, la température annuelle moyenne est de 11,4 °C, avec une amplitude thermique annuelle de 14,7 °C. Le cumul annuel moyen de précipitations est de 1 069 mm, avec 13,9 jours de précipitations en janvier et 7,8 jours en juillet. Pour la période 1991-2020, la température moyenne annuelle observée sur la station météorologique la plus proche, située sur la commune de Nexon à 4,56 km à vol d'oiseau, est de 11,9 °C et le cumul annuel moyen de précipitations est de 1 011,0 mm,. Pour l'avenir, les paramètres climatiques de la commune estimés pour 2050 selon différents scénarios d’émission de gaz à effet de serre sont consultables sur un site dédié publié par Météo-France en novembre 2022.

## Urbanisme

### Typologie
Au 1er janvier 2024, Meilhac est catégorisée commune rurale à habitat très dispersé, selon la nouvelle grille communale de densité à sept niveaux définie par l'Insee en 2022.
Elle est située hors unité urbaine. Par ailleurs la commune fait partie de l'aire d'attraction de Limoges, dont elle est une commune de la couronne,. Cette aire, qui regroupe 127 communes, est catégorisée dans les aires de 200 000 à moins de 700 000 habitants,.

### Occupation des sols
L'occupation des sols de la commune, telle qu'elle ressort de la base de données européenne d’occupation biophysique des sols Corine Land Cover (CLC), est marquée par l'importance des territoires agricoles (96,5 % en 2018), une proportion sensiblement équivalente à celle de 1990 (96,2 %). La répartition détaillée en 2018 est la suivante : 
prairies (50,9 %), zones agricoles hétérogènes (43,4 %), forêts (3,5 %), terres arables (2,2 %). L'évolution de l’occupation des sols de la commune et de ses infrastructures peut être observée sur les différentes représentations cartographiques du territoire : la carte de Cassini (XVIIIe siècle), la carte d'état-major (1820-1866) et les cartes ou photos aériennes de l'IGN pour la période actuelle (1950 à aujourd'hui).

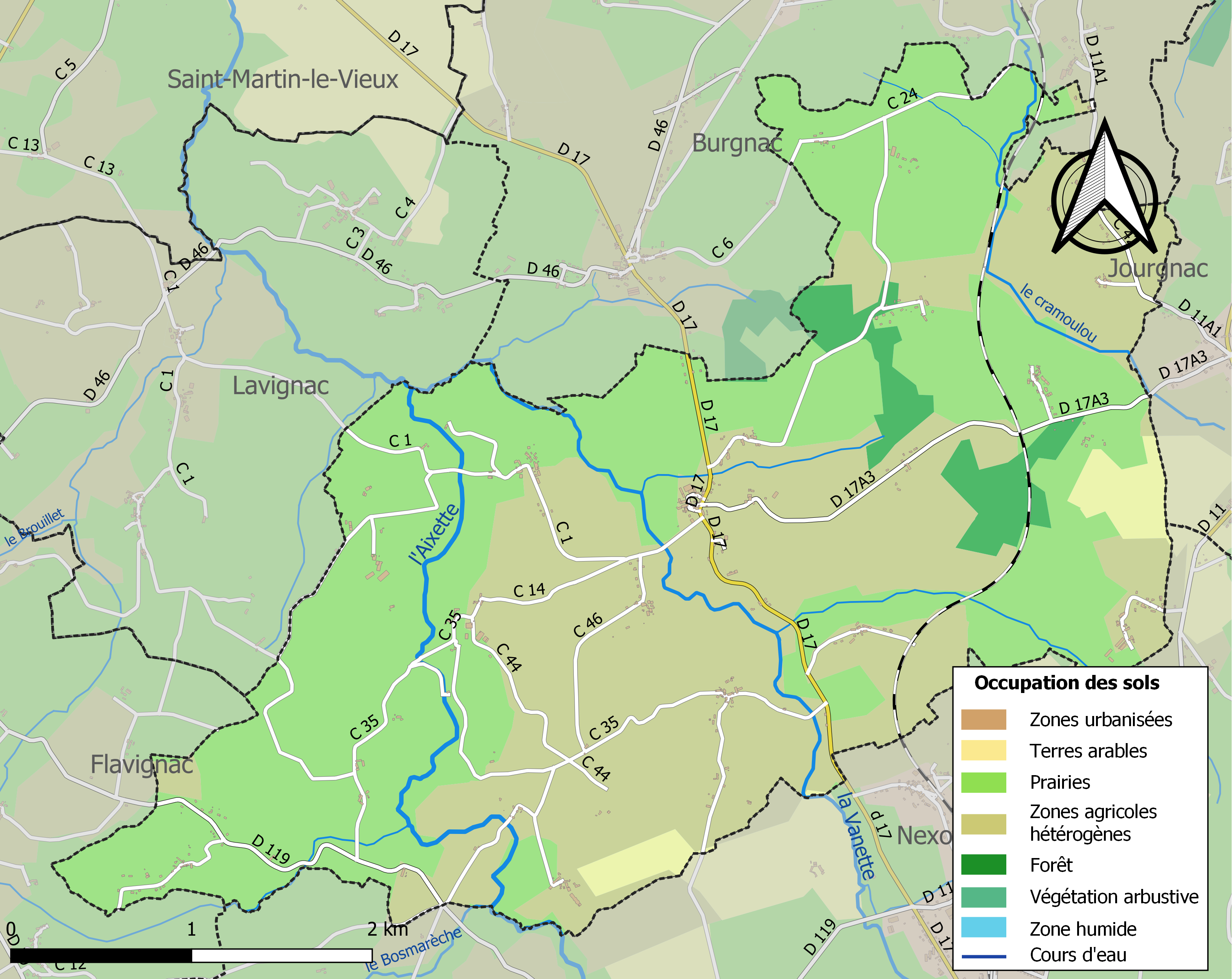
Carte des infrastructures et de l'occupation des sols de la commune en 2018 (CLC).

### Risques majeurs
Le territoire de la commune de Meilhac est vulnérable à différents aléas naturels : météorologiques (tempête, orage, neige, grand froid, canicule ou sécheresse) et séisme (sismicité faible). Il est également exposé à un risque technologique,  le transport de matières dangereuses. Un site publié par le BRGM permet d'évaluer simplement et rapidement les risques d'un bien localisé soit par son adresse soit par le numéro de sa parcelle.

#### Risques naturels

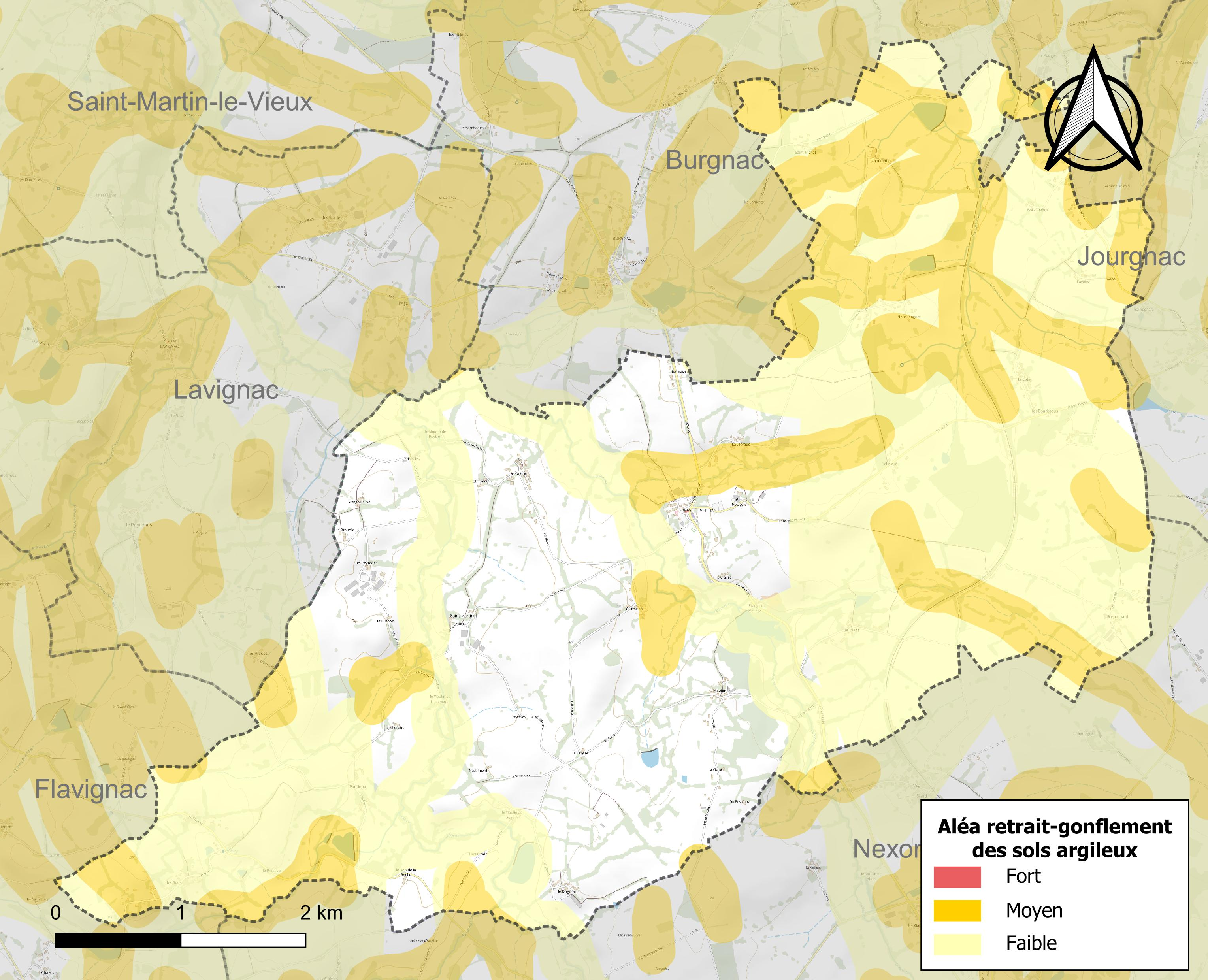
Carte des zones d'aléa retrait-gonflement des sols argileux de Meilhac.

Le retrait-gonflement des sols argileux est susceptible d'engendrer des dommages importants aux bâtiments en cas d’alternance de périodes de sécheresse et de pluie. 24,6 % de la superficie communale est en aléa moyen ou fort (27 % au niveau départemental et 48,5 % au niveau national métropolitain). Depuis le 1er octobre 2020, en application de la loi ÉLAN, différentes contraintes s'imposent aux vendeurs, maîtres d'ouvrages ou constructeurs de biens situés dans une zone classée en aléa moyen ou fort,.
La commune a été reconnue en état de catastrophe naturelle au titre des dommages causés par les inondations et coulées de boue survenues en 1982, 1988, 1993 et 1999 et par des mouvements de terrain en 1999.

## Toponymie
En limousin, la langue régionale anciennement parlée localement, son nom se prononce « Meyllat » et s'écrit ainsi en graphie mistralienne (phonétique) tandis qu'il s'écrit Melhac en graphie classique.

## Histoire
L'actuelle commune de Meilhac est le produit de l'union en 1829 des anciennes communes et paroisses de Meilhac et Saint-Martinet. En fait depuis les environs de 1800, l'administration était commune aux deux, le décret royal de 1829 ne constituant que la régularisation d'une situation ancienne car « au rétablissement du culte, en 1801, la paroisse de Saint-Martinet fut unie à celle de Meilhac »
Saint-Martinet
Ce lieu est mentionné pour la première fois au XIe siècle dans un cartulaire de l'aumônerie de Saint-Martial de Limoges : "paroisse de Saint-Martin Le Jeune que les paysans appellent Saint-Martinet". Cette désignation s'explique par l'existence de la paroisse de Saint-Martin-le-Vieux, plus ancienne et sans doute plus importante aussi, située en aval dans la même vallée de l'Aixette.

### Les Templiers et les Hospitaliers
On ne sait pas comment la paroisse de Saint-Martinet est parvenue dans le patrimoine des Templiers. Saint-Martinet est une ancienne maison de l'ordre du Temple qui la possédèrent jusqu'à la disparition de l'Ordre.
Lors de la dévolution des biens de l'ordre du Temple elle devient une paroisse des Hospitaliers de l'ordre de Saint-Jean de Jérusalem jusqu'à la Révolution. Son église sous le vocable de saint Fiacre dépendait de la commanderie de Puybonnieux sur la paroisse de Pageas au sein du grand prieuré d'Auvergne.

## Politique et administration
| Période                                  | Période  | Identité         | Étiquette | Qualité |
| ---------------------------------------- | -------- | ---------------- | --------- | ------- |
| mars 2001                                | 2014     | Roger Desbordes  | PS        |         |
| 2014                                     | En cours | Jean-Marie Massy |           |         |
| Les données manquantes sont à compléter. |          |                  |           |         |

## Démographie
L'évolution du nombre d'habitants est connue à travers les recensements de la population effectués dans la commune depuis 1793. Pour les communes de moins de 10 000 habitants, une enquête de recensement portant sur toute la population est réalisée tous les cinq ans, les populations de référence des années intermédiaires étant quant à elles estimées par interpolation ou extrapolation. Pour la commune, le premier recensement exhaustif entrant dans le cadre du nouveau dispositif a été réalisé en 2008.

En 2022, la commune comptait 526 habitants, en évolution de −0,57 % par rapport à 2016 (Haute-Vienne : −0,68 %, France hors Mayotte : +2,11 %).
| 1793 | 1800 | 1806 | 1821 | 1831 | 1836 | 1841 | 1846 | 1851 |
| ---- | ---- | ---- | ---- | ---- | ---- | ---- | ---- | ---- |
| 357  | 482  | 475  | 469  | 600  | 604  | 652  | 665  | 680  |

| 1856 | 1861 | 1866 | 1872 | 1876 | 1881 | 1886 | 1891 | 1896 |
| ---- | ---- | ---- | ---- | ---- | ---- | ---- | ---- | ---- |
| 720  | 699  | 630  | 604  | 677  | 682  | 704  | 718  | 680  |

| 1901 | 1906 | 1911 | 1921 | 1926 | 1931 | 1936 | 1946 | 1954 |
| ---- | ---- | ---- | ---- | ---- | ---- | ---- | ---- | ---- |
| 685  | 674  | 647  | 625  | 564  | 474  | 474  | 469  | 446  |

| 1962 | 1968 | 1975 | 1982 | 1990 | 1999 | 2006 | 2008 | 2013 |
| ---- | ---- | ---- | ---- | ---- | ---- | ---- | ---- | ---- |
| 383  | 347  | 289  | 289  | 251  | 308  | 443  | 482  | 513  |

| 2018 | 2022 | - | - | - | - | - | - | - |
| ---- | ---- | - | - | - | - | - | - | - |
| 529  | 526  | - | - | - | - | - | - | - |

## Culture locale et patrimoine

### Lieux et monuments
L'église Saint-Denis de Meilhac date du XVe siècle. Elle a été souvent remaniée.
Le retable et les statues en bois datent des XVIIe et XVIIIe siècles. La châsse en cuivre émaillée du martyre de sainte Valérie datant du XIIIe siècle, et provenant probablement de l'ancienne église de Saint-Martinet, est déposée dans le trésor de l'église de Flavignac. Un cippe gallo-romain est pris dans un mur en face de l'église.